# Macintosh Quadra 605
Le Macintosh Quadra 605 fut celui de la famille Quadra le plus abordable (900 $ dans sa configuration de base). Il a entièrement été conçu pour être le moins cher possible : il embarque un processeur 68LC040 à 25 MHz (moins cher et consommant moins que les 68040) et n’a pas de FPU. Il est dans un nouveau boîtier, un peu plus compact que celui des LC II et des LC III.
Il fut commercialisé sous le nom de Macintosh LC 475 pour le marché de l’éducation et de Performa 475 et Performa 476 pour le grand public. La seule différence entre les Performa 475 et 476 est la taille du disque dur. Le Quadra 605 fut retiré de la gamme en octobre 1994 alors que les modèles LC et Performa furent vendus jusqu’en 1996.

## Caractéristiques
- processeur : Motorola 68LC040 24/32 bit cadencé à 25 MHz
- bus système 32 bit à 25 MHz
- mémoire morte : 1 Mio
- mémoire vive : 4 Mio, extensible à 36 Mio
- 8 Kio de mémoire cache de niveau 1
- disque dur SCSI de 80, 160 ou 230 Mo
- lecteur de disquette « SuperDrive » 1,44 Mo 3,5"
- mémoire vidéo : 512 Kio de type VRAM, extensible à 1 Mio
- résolutions supportées :
  - 512 × 384 en 16 bit
  - 640 × 480 en 8 bit (16 bit avec 1 Mio de VRAM)
  - 832 × 624 en 8 bit (16 bit avec 1 Mio de VRAM)
  - 1024 × 768 en 4 bit (8 bit avec 1 Mio de VRAM)
  - 1152 × 870 en 4 bit (8 bit avec 1 Mio de VRAM)
- slots d’extension:
  - 1 slot LC PDS
  - 1 connecteur mémoire SIMM 72 broches (vitesse minimale : 80 ns)
  - 2 connecteurs VRAM
- connectique:
  - 1 port SCSI (DB-25)
  - 2 ports série (Mini Din-8)
  - 1 port ADB
  - sortie vidéo Apple DB-19
  - sortie son : stéréo 8 bit
  - entrée audio : mono 8 bit
- haut-parleur mono intégré
- dimensions : 7,4 × 31,0 × 38,9 cm
- poids : 4,0 kg
- alimentation : 50 W
- systèmes supportés : Système 7.1 à 8.1